# 蔡永中
蔡永中（1962年—），黎族，海南万宁人，中国人民解放军少将，中国共产党第十九届中央纪律检查委员会委员。
1984年从广东民族学院数理专业毕业。历任炮兵旅作训科参谋、连长、宣传干事、科长，原第41集团军123师367团政委、第41集团军政治部干部处长、师政治部主任、第41集团军装甲旅政委、第41集团军政治部副主任。2015年2月，任中国人民解放军驻香港部队副政委。2018年5月，升任驻港部队政委。2022年3月，卸任驻港部队政委。